# Elitlicens
Begreppet elitlicens eller klubblicens innebär att ett sportförbund i ett land kräver till exempel god ekonomi eller godkänd tävlingsanläggning för att låta klubbarna delta med lag i serier i högre divisioner. Efter varje säsong måste klubben visa upp ett positivt ekonomiskt resultat, annars blir det så kallad bakläxa, där de ekonomiska problemen måste åtgärdas inom ett års tid. Om klubben trots varningarna ändå inte lever upp till kraven blir den tvångsnedflyttad en division. Även krav på ungdoms- och damverksamhet kan ställas.
Elitlicensen är vanligast i öppna seriesystem. Systemet har ibland beskyllts för att vara en inkörsport till stängda seriesystem.

## Elitlicens i världen

### Norge
I Norge har elitlicens, no: elitelisens  eller eliteklubblisens blivit allt vanligare.

#### Bandy
I Eliteserien infördes elitlicens inför säsongen 2007/2008.

#### Fotboll
Norges Fotballforbund introducerade 2003 en elitlicens för klubbar i Tippeligaen och 1. divisjon (sedan som 2005 heter Adeccoligan) för herrar, då den ersatte den tidigare proffslicensen som existerat i ungefär 10 år. Elitlicens har även införts i Toppserien för damer.
Efter säsongen 2007 tvångsnedflyttades Raufoss IL från Adeccoligan till 2. divisjon. 25 miljoner saknades för att bygga en ny anläggning, vilket krävdes. En månad senare fanns pengarna på plats, men för sent.

#### Volleyboll
I Norge har man under 2000-talets första årtionde infört elitlicens inom volleyboll.

### Storbritannien

#### Fotboll i England
I England kan man numera inom proffsfotbollen mista poäng om de ekonomiska kraven inte uppfylls. Det hände med Leeds United AFC, som säsongen 2006/2007 fråntogs 15 poäng.

### Sverige
I Sverige har elitlicens införts på flera håll i början av 2000-talet.

#### Bandy
På årsmötet den 16 juni 2001 beslutade Svenska Bandyförbundet att införa elitlicens i Allsvenskan från säsongen 2003/2004. Allsvenskan var på den tiden Sveriges högsta division. Då Elitserien infördes säsongen 2007/2008 kom elitlicensen i stället att tillämpas där, medan Allsvenskan blev andradivision utan någon elitlicens.
Bakgrunden var en undersökning 1998 som visade att bara tre av de 16 allsvenska klubbar var skuldfria. Denna undersökning gjorde att Svenska bandyförbundet i september år 2000 startade projekt "Bandyekonomi". Arbetsgruppen fick i uppgift att syna de allsvenska klubbarnas ekonomi, föreslå åtgärder samt skapa ett regelverk för klubbarna. Då arbetsgruppen jobbat klart kom man fram till att elitlicens borde införas. Alla allsvenska ställde sig bakom förslaget.
Den 8 april 2016 meddelades att IFK Kungälv inför säsongen 2016/2017 blir av med elitlicensen och därmed sparkas ut ur Elitserien. IK Tellus erbjöds platsen, och tackade ja.

#### Basketboll
1990 beslutade Svenska Basketbollförbundet på ett extrainsatt årsmöte Basketligan från säsongen 1992/1993, som skulle erästta den tidigare Elitserien. Därmed blev man föregångare i Sverige till vad som inom andra grenar kallas elitlicens. Till exempel uteslöts Akropol BBK ur Svenska basketligan inför säsongen 2008/2009 då man inte lämnat in sin balans- och resultaträkning i tid.

#### Fotboll

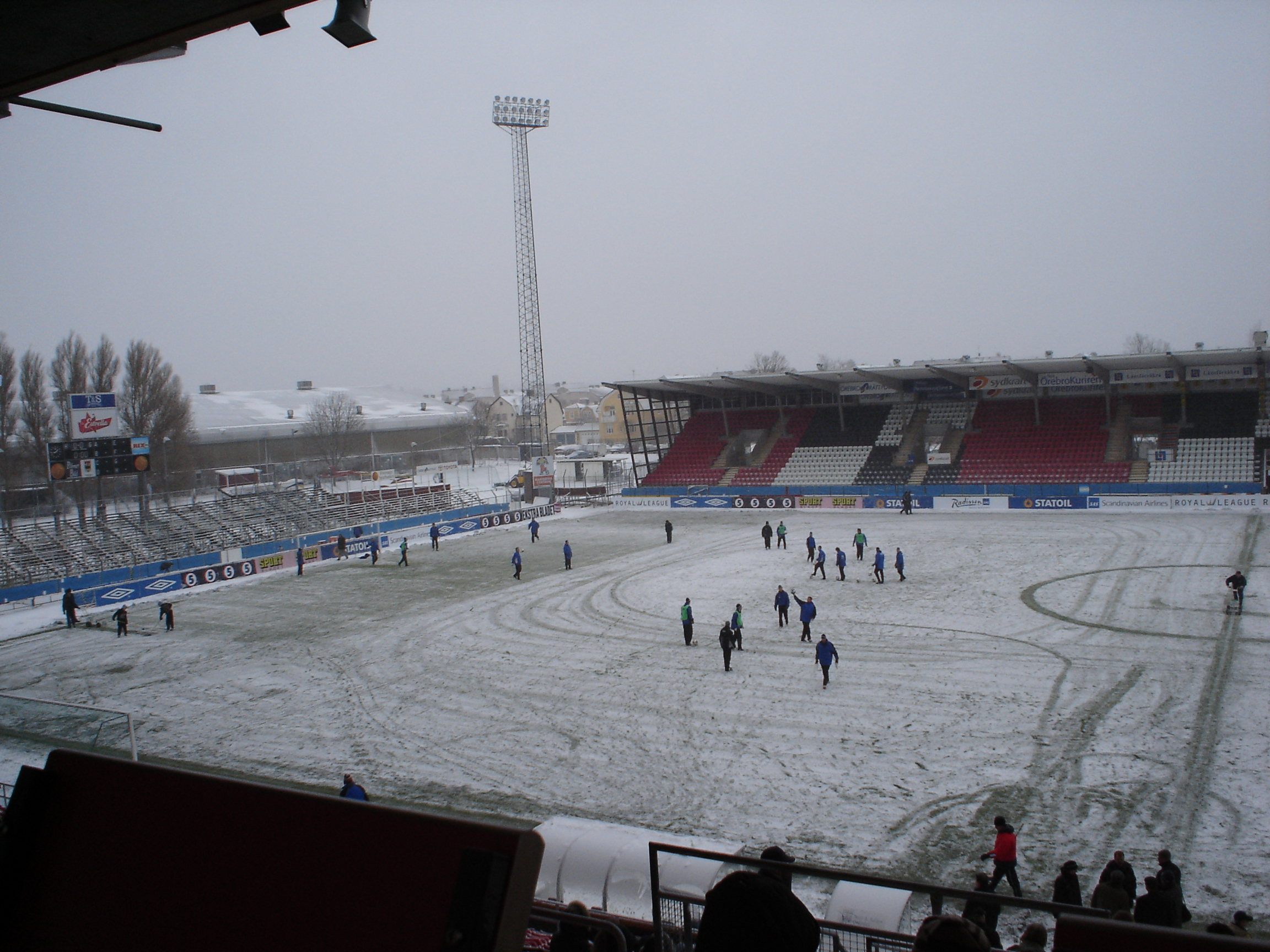
Eyravallen i februari 2005. Svenska Fotbollförbundet har tvångsnedflyttat Örebro SK.

På sitt förbundsmöte i mars 1999 beslutade Svenska Fotbollförbundet att från den 1 januari 2002 införa elitlicens i Allsvenskan och Superettan . Den första säsongen och baserades den första gången på boksluten 2001 , varvid licenser för säsongen 2003 behandlades och beviljades. Sedan 2003 års säsong kan klubbar flyttas ned på grund av att elitlicenskraven inte uppnåtts. Från 2005 omfattas även Damallsvenskan, och den första säsongen användes 2004 års bokslut.
Klubbarna måste redovisa noll eller positivt eget kapital i föregående års bokslut. Annars riskerar de att mista sin elitlicens inför säsongen efter innevarande säsong.
Efter säsongen 2004 beslutade Svenska Fotbollförbundets licensnämnd den 8 november 2004 att tvångsnedflytta Örebro SK från Allsvenskan till Superettan inför 2005 års säsong. Örebro SK överklagade, och fallet drogs sedan fram och tillbaka under perioden mellan 2004 och 2005 års säsonger. Den 18 februari 2005 avslog Riksidrottsnämnden Örebro SK:s överklagande. I Superettan 2006 spelade sig Örebro SK sedan tillbaka till Allsvenskan, och beviljades elitlicens inför 2007 års säsong.

#### Handboll
På årsmötet den 29 augusti 2004 beslutade Svenska Handbollsförbundet att införa elitlicens i Elitserien för herrar. Det infördes säsongen 2005/2006.

#### Ishockey
I ishockey gäller elitlicens i Svenska hockeyligan och Allsvenskan, och infördes säsongen 1999/2000. Fram till den 30 april 2004 fanns dispens från de ekonomiska kraven .
Den 3 juni 2004 beslutade styrelsen för Svenska Ishockeyförbundet att inför säsongen 2004/2005 tvångsnedflytta AIK från Allsvenskan till Division 1 då man inte uppnått de ekonomiska kraven. Laget spelade sig den kommande säsongen tillbaka, och beviljades då elitlicens inför säsongen 2005/2006.
Den 11 juni 2008 meddelades att Svenska Ishockeyförbundets allsvenska nämnd beslutat att Nyköpings Hockey inför säsongen 2008/2009 flyttas ner från Allsvenskan till Division 1 efter att klubben i sin årsredovisning redovisat negativt eget kapital två år i rad. Klubben överklagade, men fick nej av förbundet den 26 juni och överklagade då till Riksidrottsnämnden som den 17 juli samma år meddelade att man i enlighet med regelverken inte hade någon grund för att ta upp ärendet till prövning.
2015 tecknade Svenska ishockeyförbundet och SHL ett som bland annat skärpte arenakraven till en publikkapacitet på minst 5 000 åskådare, varav 3 500 sittande.

#### Speedway
2006 beslutades att införa elitlicens inom Elitserien i speedway från och med 2007 års säsong. Den införs etappvis fram till 2010, då alla klubbar måste vara skuldfria och redovisa positivt kapital om de inte vill bli tvångsnedflyttade .
Efter säsongen 2007 tvångsnedflyttades Kaparna från Elitserien till Allsvenskan.
I juli 2009 beslutade Svenska Motorcykel- och Snöskoterförbundet att inte bevilja Smederna fortsatt elitlicens, och därmed kastades laget ut från Elitserien inför säsongen 2010 efter år av ekonomiska problem och ett underskott på 3,7 miljoner SEK . Den 6 juli 2009 beslutade man att lägga ner elitverksamheten, och tabellen fick räknas om . Smedernas resultat ströks .
Den 20 juli 2010 meddelades att Västervik Speedway mister elitlicensen inför 2011 års säsong .